# Turki ben Fayçal Al Saoud
Turki ben Fayçal Al Saoud, né le 15 février 1945 à La Mecque, est un homme politique saoudien, membre de la dynastie saoudienne.

## Biographie
Il est le huitième fils du roi Fayçal et de sa quatrième épouse Iffat Al Thunayan[réf. nécessaire].
En 1979, il est nommé directeur de l'Agence saoudienne de renseignements, fonction qu'il conserve jusqu'à sa démission le 1er septembre 2001, dix jours avant les attentats du 11 septembre aux États-Unis. Il a notamment recruté Oussama Ben Laden à la fin des années 1970, qu'il place à la tête d’un réseau chargé de recruter des militants islamistes prêts à combattre en Afghanistan. Il est ensuite ambassadeur à Londres, de 2003 à 2005, puis à Washington D.C. de 2005 à 2007.